# Udråbsord
Interjektioner eller udråbsord er en ordklasse, der rummer ord, der normalt ikke indgår i sætninger med andre ord, men i stedet selv danner en ytring. Eksempler i det danske sprog er ja, av, ih, åh, wow, shh, hmm og uhh osv.
Den præcise definition af udråbsord er omdiskuteret. En problematik kan være spørgsmålet om hvornår et udråbsord kan betragtes som en selvstændig ytring, for eksempelvis efterfølges ordet øh ofte af mere, hvilket kan ses som en del af betydningen af øh, og ud fra den observation kan ordet ikke ses som en selvstændig ytring.
Nogle udråbsord anses for at være primære udråbsord, mens andre er sekundære udråbsord. Primære udråbsord er dem der ikke kan tildeles andre ordklasser, dvs. de er fødte udråbsord, mens sekundære udråbsord egentlig tilhører andre ordklasser, men har interjektional funktion.:110 
Formmæssigt er udråbsord typisk kendetegnet ved ikke at have bøjningsformer. Det er også udbredt at modificere dem prosodisk, f.eks. ved forlængelse eller særlige intonationsmønstre.
På dansk kan visse udråbsord indgå i en sammensætning, for eksempel "aha-oplevelse", "jasiger" og "øvdag".